# Mikolay László
Mikolay László (Budapest, 1936. január 13. –) magyar színész, színházi rendező.

## Életpályája
Budapesten született, 1936. január 13-án. Felvették a Színház- és Filmművészeti Főiskola színész szakára, Simon Zsuzsa és Gáti József osztályának 1957-től 1959-ig volt a hallgatója. 1968-tól 1972-ig a rendező szakon volt vendéghallgató. 1959-től az Állami Déryné Színházban szerepelt. 1961-től a kecskeméti Katona József Színházhoz szerződött. 1964-től a Fővárosi Operettszínház tagja. Pályáját színészként kezdte, később rendezőként és játékmesterként is dolgozott. Az Operettszínház stúdiósainak zenés színészmesterséget tanított.

## Színházi szerepeiből
- Darvas József: Hajnali tűz... Géza
- Bartos Ferenc – Baróti Géza – Dalos László – Kézdi Zoltán Pál: Mindent a mamáért... Lajos; Bojtor Gábor
- Heltai Jenő – Szirmai Albert: Tündérlaki lányok... Segédrendező
- Alexandre Breffort – Marguerite Monnot: Irma, te édes... Ügyvédbojtár
- Miloš Vacek – Pándy Lajos – Szenes Iván: Jó éjt, Bessy!... 2. újságíró
- Csizmarek Mátyás – Fényes Szabolcs: Csintalan csillagok... Karcsi
- Semsei Jenő – Szilágyi György – Gyulai-Gaál Ferenc: Békebeli háború... Agitátor
- Szinetár György: Én, Varga Katalin... Vavra, ajtónálló
- Hervé: Nebáncsvirág... Robert; Ferdinand
- Ábrahám Pál: Hawaii rózsája... Bobby
- Csizmarek Mátyás – Nádasi László: Érdekházasság... Rudi
- Frederick Knott: Gyilkosság rendelésre... Max Halliday író

## Fontosabb rendezései
- Hervé: Nebáncsvirág
- Gáspár Margit – Gyulai Gaál János – Erdődy János: Az állam én vagyok
- Mitch Leigh – Joe Darion – Dale Wasserman: La Mancha lovagja
- Gyárfás Miklós – Kemény Gábor – Kocsák Tibor: Egy nő, akinek lelke van
- Ránki Gyyörgy: Muzsikus Péter
- Niccolò Machiavelli – Karinthy Ferenc – Aldobolyi Nagy György – Romhányi József: Maszlag (Mandragora)
- Operettgálaest (Gyula)

## Filmes, televíziós munkái
- Pajkos diákok (1971)
- Trójai nők (1973)